# Eliot Warburton
Pour les articles homonymes, voir Warburton.
Bartholomew Eliot George Warburton (né dans les environs de Tullamore en 1810 – disparu au large des îles Sorlingues le 4 janvier 1852), est un romancier et voyageur irlandais. Ses romans historiques comportent des renseignements précieux sur les guerres civiles anglaises.

## Biographie

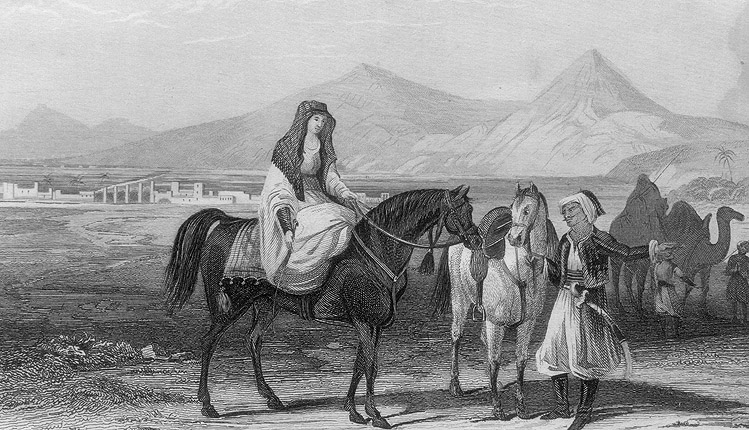
Planche tirée de Le Croissant et la Croix légendée « Étape à Baalbec, femme et dragon au premier plan. »

Fils du commandant George Warburton, inspecteur-général de la Police royale irlandaise pour le district d'Aughrim (comté de Galway), et d'Anne Maria Acton de Kilmacurragh, Comté de Wicklow, il fit ses études à Trinity College (Cambridge), et fut admis au Barreau d'Irlande en 1837. Il a noué une amitié durable avec le baron Monckton Milnes et le poète A. W. Kinglake : à leur contact, sa passion pour l'écriture le décida à mettre un terme à sa carrière d'avocat pour voyager et se consacrer à la littérature.
Ses premiers carnets de voyages paraissent dans le Dublin University Magazine. Le rédacteur-en-chef du périodique, Charles Lever, le persuade d'en faire un recueil : ce sera son premier livre, Le Croissant et la Croix, récit des voyages qu'il accomplit en 1843 à travers la Grèce, la Turquie, la Syrie, la Palestine et l’Égypte. Ce fut un succès de librairie, concurrent d’Eothen, le journal de voyage de Kinglake, paru simultanément. La Guerre d'indépendance grecque et la mort de Lord Byron s'étaient accompagnées d'une fascination de l'Europe littéraire pour les voyages d'Orient, et Warburton comme Kinglake s’attirèrent la bienveillance des autorités en défendant l'annexion de l’Égypte par le Royaume-Uni. Outre cela, la verve narrative et le pittoresque des modes de vie et du caractère levantin décrits par Warburton suffiraient à justifier la vogue de ce livre, qui ne connut pas moins de 18 éditions.
En 1847, Warburton se tourna plus nettement vers l'actualité politique avec Zoë: épisode de la guerre en Grèce, tiré d'une histoire qu'il avait entendue en visitant les îles grecques. Il versa les bénéfices de la vente au profit des secours pour la Grande famine ; mais son ouvrage le plus connu reste son roman historique sur la guerre civile anglaise, Memoir of Prince Rupert and the Cavaliers (1849), comportant plusieurs documents originaux et ostensiblement favorable aux Royalistes. Warburton poursuivit ses études sur les guerres civiles avec Reginald Hastings. Il continua dans la veine historique par un récit de l'éphémère colonie écossaise de Panama (1698), avec Darien, or The Merchant Prince (1851).

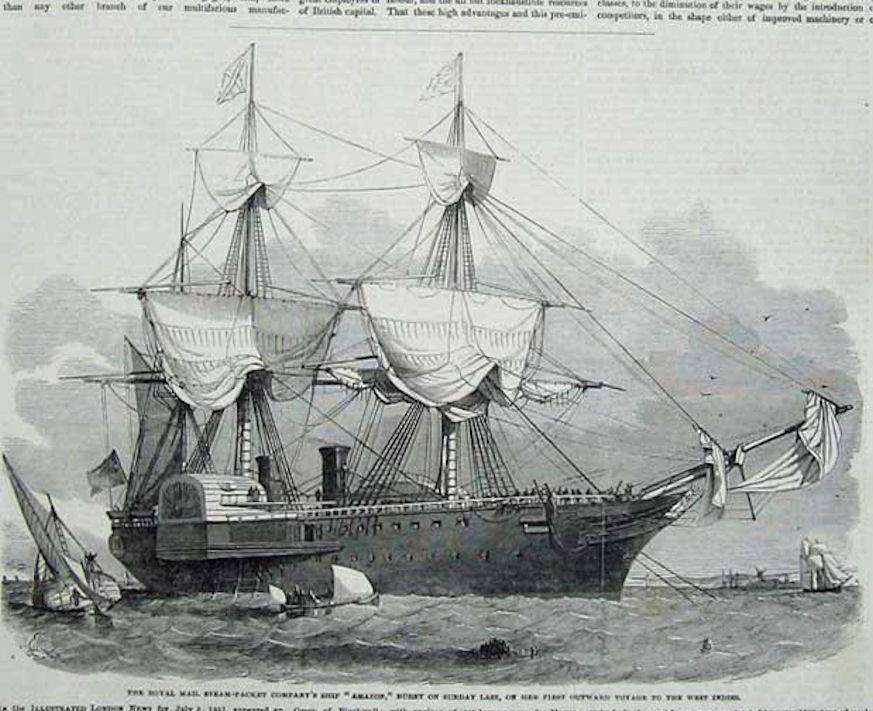
Le RMS Amazon, steamer transtlantique qui embarquait Warburton lors de son funeste voyage vers Panama.

Devenu rédacteur-en-chef de The Gentleman's Magazine, il envisageait d'écrire une histoire des pauvres, et consacra son dernier séjour à Dublin à la visite des taudis et courées de la ville ; mais en 1852, l’Atlantic and Pacific Junction Company le chargea d'explorer l'isthme de Darién et de négocier au nom de la compagnie des concessions avec les tribus amérindiennes. Il embarqua à Southampton le 2 janvier et disparut en mer avec 110 autres passagers du vapeur RMS Amazon qui, au milieu d'une violente tempête, prit feu et sombra le 4 janvier 1852 à 160 km environ au sud-ouest des Îles Scilly,,.

## Famille
Le 11 janvier 1848 il épousa Matilda Jane, fille cadette d'Edward Grove, de Shenstone Park, dans le Staffordshire. Elle lui a donné deux fils, George et Piers.
Son frère, le commandant George Drought Warburton (1816–1857), a collaboré avec lui pour Hochelaga, or England in the New World (1847), et The Conquest of Canada (1849). Un autre de ses frères, Thomas, a étudié le droit à Trinity College (Dublin), et sa sœur Sidney, a également écrit.

## Œuvres

### Romans historiques
- Zoë : an episode of the Greek War, 1847
- Reginald Hastings, Londres, Henry Colburn, 1850 (lire en ligne)
- Darien : Or, The Merchant Prince, Londres, Henry Colburn, 1852 (lire en ligne)

### Essais
- The Crescent and the Cross, Londres, Henry Colburn, 1844
- Hochelaga, or, England in the New World, Londres, Henry Colburn, 1847 (lire en ligne) (en coll. avec George Warburton)
- Memoirs of Prince Rupert, and the Cavaliers, Londres, Richard Bentley, 1849 (lire en ligne)
- Memoirs of Horace Walpole and His Contemporaries, Londres, Colburn & Co, 1852 (lire en ligne)
- A Memoir of Charles Mordaunt, Earl of Peterborough and Monmouth, Londres, Longman, Brown, Green, and Longmans, 1853 (lire en ligne) (posthume; en coll. avec George Warburton)